# Рыжиково (Владимирская область)
Рыжиково — деревня в Судогодском районе Владимирской области, входит в состав Головинского сельского поселения.

## География
Деревня расположена в 12 км на юго-восток от центра поселения посёлка Головино и в 23 км на запад от райцентра города Судогда.

## История
В конце XIX — начале XX века деревня входила в состав Авдотьинской волости Судогодского уезда, с 1926 года — в составе Александровской волости Владимирского уезда. В 1859 году в деревне числилось 12 дворов, в 1905 году — 16 дворов, в 1926 году — 25 хозяйств.
С 1929 года деревня входила с состав Сойменского сельсовета Судогодского района, с 2005 года — в составе Головинского сельского поселения.

## Население
| 1859 | 1905 | 1926 |
| ---- | ---- | ---- |
| 66   | 107  | 113  |

| 1859 | 1905 | 1926 | 2002 | 2010 | 2021 |
| ---- | ---- | ---- | ---- | ---- | ---- |
| 66   | ↗107 | ↗113 | ↘6   | ↘0   | ↗1   |